# Sean Collins (Eishockeyspieler, Oktober 1983)
Sean Patrick Collins (* 30. Oktober 1983 in Troy, Michigan) ist ein ehemaliger US-amerikanischer Eishockeyspieler, der im Verlauf seiner aktiven Karriere zwischen 2003 und 2013 unter anderem 22 Spiele für die Washington Capitals in der National Hockey League (NHL) auf der Position des Verteidigers bestritten hat. Darüber hinaus absolvierte Collins über 350 weitere Partien in der American Hockey League (AHL), wo er mit den Hershey Bears in den Jahren 2009 und 2010 den Calder Cup gewann.

## Karriere
Sean Collins begann seine Karriere als Eishockeyspieler bei den Cleveland Junior Barons, für die er von 2000 bis 2002 in der Juniorenliga North American Hockey League (NAHL) aktiv war. Anschließend spielte der Verteidiger ein Jahr lang für die Juniorenmannschaft Sioux City Musketeers in der United States Hockey League (USHL). Von 2003 bis 2007 besuchte er die Ohio State University und lief für deren Eishockeymannschaft im Spielbetrieb der National Collegiate Athletic Association (NCAA) auf.
Am 19. März 2007 unterschrieb Collins einen Vertrag als Free Agent bei den Washington Capitals aus der National Hockey League (NHL). Für deren Farmteam, die Hershey Bears, gab er gegen Ende der Saison 2006/07 sein Debüt im professionellen Eishockey, als er in drei Spielen in der American Hockey League (AHL) auf dem Eis stand. In der folgenden Spielzeit lief er zwölfmal für die Hershey Bears in der AHL und überwiegend für deren Kooperationspartner South Carolina Stingrays in der ECHL auf. Für die Stingrays erzielte er in insgesamt 51 Spielen zwei Tore und gab 21 Vorlagen. In der Saison 2008/09 erkämpfte sich der US-Amerikaner einen Stammplatz bei den Bears, mit denen er am Saisonende den Calder Cup gewann. Zudem kam er zu seinem NHL-Debüt für die Washington Capitals, für die er in 15 Spielen je ein Tor und eine Vorlage erzielte. In der folgenden Spielzeit stand Collins ausschließlich im Kader der Bears, mit denen er erneut den Calder Cup gewann. Auch in den Spielzeiten 2010/11 und 2011/12 stand er nahezu ausschließlich im AHL-Aufgebot und kam nur auf insgesamt sechs Einsätze für die Capitals.
Im Sommer 2012 wechselte Collins von den Bears zu den Connecticut Whale, dem AHL-Kooperationspartner der New York Rangers, und kam dort auf 76 Einsätze. Nach der Saison 2012/13 unterzeichnete der Verteidiger keinen Vertrag mehr bei einem professionellen Team und beendete im Alter von 29 Jahren seine aktive Karriere.

## Erfolge und Auszeichnungen
- 2004 Mason-Cup-Gewinn mit der Ohio State University
- 2007 CCHA Second All-Star Team
- 2009 Calder-Cup-Gewinn mit den Hershey Bears
- 2010 Calder-Cup-Gewinn mit den Hershey Bears

## Karrierestatistik
(Legende zur Spielerstatistik: Sp oder GP = absolvierte Spiele; T oder G = erzielte Tore; V oder A = erzielte Assists; Pkt oder Pts = erzielte Scorerpunkte; SM oder PIM = erhaltene Strafminuten; +/− = Plus/Minus-Bilanz; PP = erzielte Überzahltore; SH = erzielte Unterzahltore; GW = erzielte Siegtore; 1 Play-downs/Relegation; Kursiv: Statistik nicht vollständig)